# Torneo de San Petersburgo 2015
El St. Petersburg Open 2015 es un torneo de tenis. Pertenece al ATP Tour 2015 en la categoría ATP World Tour 250. El torneo tendrá lugar en la ciudad de San Petersburgo, Rusia, desde el 21 de septiembre hasta el 27 de septiembre de 2015 sobre canchas duras bajo techo.

## Cabezas de serie
| Tenista               | Ranking | N.º |
| Tomáš Berdych         | 5       | 1   |
| Milos Raonic          | 9       | 2   |
| Dominic Thiem         | 20      | 3   |
| Roberto Bautista Agut | 22      | 4   |
| Tommy Robredo         | 27      | 5   |
| Benoît Paire          | 32      | 6   |
| João Sousa            | 48      | 7   |
| Mikhail Kukushkin     | 49      | 8   |

- Ranking del 14 de septiembre de 2015.

### Dobles masculinos
| Tenista                               | Ranking | Preclasificada |
| Treat Huey Henri Kontinen             | 76      | 1              |
| Julian Knowle Alexander Peya          | 77      | 2              |
| Mariusz Fyrstenberg Santiago González | 108     | 3              |
| Philipp Oswald Adil Shamasdin         | 109     | 4              |

## Campeones

### Individual Masculino
Milos Raonic venció a  João Sousa por 6-3, 3-6, 6-3

### Dobles Masculino
Treat Huey /  Henri Kontinen vencieron a  Julian Knowle /  Alexander Peya por 7-5, 6-3